# Penstemon wendtiorum
Espèce
Penstemon wendtiorum  est une espèce de plantes de la famille des Plantaginacées, originaire d'Amérique du Nord. Elle est connue sous le nom de  Beardtongue en anglais.

## Description
Cette espèce est pérenne, native de Coahuila au Mexique et peut atteindre 70cm de hauteur. Les fleurs sont généralement de couleur violette.